# Portada/efemèride agost 7
Charlize Theron
« 6 d'agost · 7 d'agost · 8 d'agost »